# Bondo (ort i Kongo-Kinshasa)
Bondo är en ort i Kongo-Kinshasa. Den ligger i provinsen Bas-Uele, i den norra delen av landet, 1 300 km nordost om huvudstaden Kinshasa.